# Publio Valerio Publícola
Publio Valerio Publícola  fue un político y militar romano del siglo VI a. C., uno de los fundadores de la República, que alcanzó la cifra de cuatro consulados.

## Familia
Publícola pertenecía a la familia de los Valerios Publícolas, una rama patricia de la gens Valeria. Fue hijo de Voluso Valerio y hermano de Marco Valerio Voluso, Manio Valerio Máximo y Valeria. Tuvo por hijos a Publio Valerio Publícola, Marco Valerio y Valeria.

## Carrera pública
Participó activamente en la expulsión del último rey, Lucio Tarquinio el Soberbio, y aunque no fue originalmente escogido como el colega de Lucio Junio Bruto, pronto tomó el lugar de Lucio Tarquinio Colatino como cónsul sustituto.
Señala Plutarco que, al fallecimiento de Bruto, Publícola quedó como único cónsul y la gente comenzó a temer que estaba destinado a convertirse en autócrata. Para calmar sus temores, suspendió la construcción de su casa en la parte superior de la colina Velia y dio la orden de reducir el número de fasces pasando de veinticuatro a doce. Además, presentó dos leyes para proteger las libertades de los ciudadanos, una de ellas prescribía que cualquiera que tratase de convertirse en rey podría ser muerto por cualquier hombre en cualquier momento; mientras que la otra permitía apelar a las personas en nombre de cualquier ciudadano condenado por un magistrado. Fue cónsul tres veces más en los años 508, 507 y 504 a. C.
Murió en 503 a. C. y fue enterrado con cargo al erario público. Plutarco afirma que Publícola fue el primer romano al que le fue concedido, por decisión popular, el honor de ser enterrado dentro de los límites de la ciudad de Roma (en la colina Velia).

## Arqueología
Una posible constatación arqueológica de su existencia se debe a la aparición del nombre Poplio Valesio, el equivalente arcaico de Publio Valerio, en la inscripción contenida en el lapis Satricanus y fechada en torno al año 500 a C.